# رژی کلر
رژی کلر (فرانسوی: Régis Clère‎; ۱۵ اوت ۱۹۵۶ – ۹ ژوئن ۲۰۱۲) دوچرخه‌سوار اهل فرانسه بود.